# Birkenlach
Birkenlach ist ein Ortsteil des Marktes Pyrbaum im Landkreis Neumarkt in der Oberpfalz.

## Geographie
Der Weiler liegt südlich von Nürnberg an der Staatsstraße 2225. Der Ort besteht aus einigen Anwesen mit historischen Gebäuden und einer kleinen Kapelle.